# Jan Meziříčský z Lomnice (1515)
Jan Meziříčský z Lomnice (okolo 1455? – 20. března 1515 Vídeň) byl moravský šlechtic a politik z rodu pánů z Lomnice. Sídlil na rodovém hradě Velké Meziříčí, který nechal stavebně zdokonalit. Působil rovněž ve vysokých funkcích nejvyššího komorníka na Moravě a poté moravského zemského hejtmana za vlády českých králů Vladislava II. Jagellonského a Ludvíka Jagellonského, a bývá tak připomínán jako jeden z nejvýznamnějších členů rodu.

## Životopis

Erb rodu pánů z Lomnice

Pocházel ze starého moravského šlechtického rodu pánů z Lomnice, respektive z jeho meziříčské větve. Jeho rodiči byli Václav Meziříčský z Lomnice a Kateřina z Lomnice, rozená ze Šternberka. Po smrti otce roku 1455 nebo 1456 se stal dědicem meziříčského panství.
Žil na hradě ve Velkém Meziříčí, který nechal koncem 15. století přestavět a obranně zesílit. Postupně se stal jedním z nejvýznamnějších moravských šlechticů. Vykonával vysoké státní úřady: v letech 1491–1495 úřad nejvyššího komorníka na Moravě, v letech 1496–1515 pak úřad moravského zemského hejtmana (tento úřad před ním vykonávalo již několik jeho předků). Pravidelně pobýval u krále Vladislava, převážně pobývajícího v Budíně, který údajně dbal jeho rad.

### Úmrtí
Zemřel 20. března 1515 ve Vídni. Pohřben byl v klášteře dominikánek na Starém Brně, jednom z rodových pohřebišť Lomnických

### Rodina
Se svou manželkou Apolenou Meziříčskou, rozenou ze Ctěnic († 1526), počali několik dětí. Dědicem rodových panství se po jeho smrti stal syn Zdeněk Meziříčský z Lomnice († 1566).